# Huonville
Huonville är en ort i Australien. Den ligger i kommunen Huon Valley och delstaten Tasmanien, i den sydöstra delen av landet, omkring 28 kilometer sydväst om delstatshuvudstaden Hobart. Antalet invånare är 1 700.
Närmaste större samhälle är Margate, omkring 17 kilometer öster om Huonville. 
I omgivningarna runt Huonville växer i huvudsak städsegrön lövskog. Runt Huonville är det mycket glesbefolkat, med 2 invånare per kvadratkilometer. Genomsnittlig årsnederbörd är 920 millimeter. Den regnigaste månaden är juli, med i genomsnitt 114 mm nederbörd, och den torraste är februari, med 49 mm nederbörd.